# Jedyny Pierścień

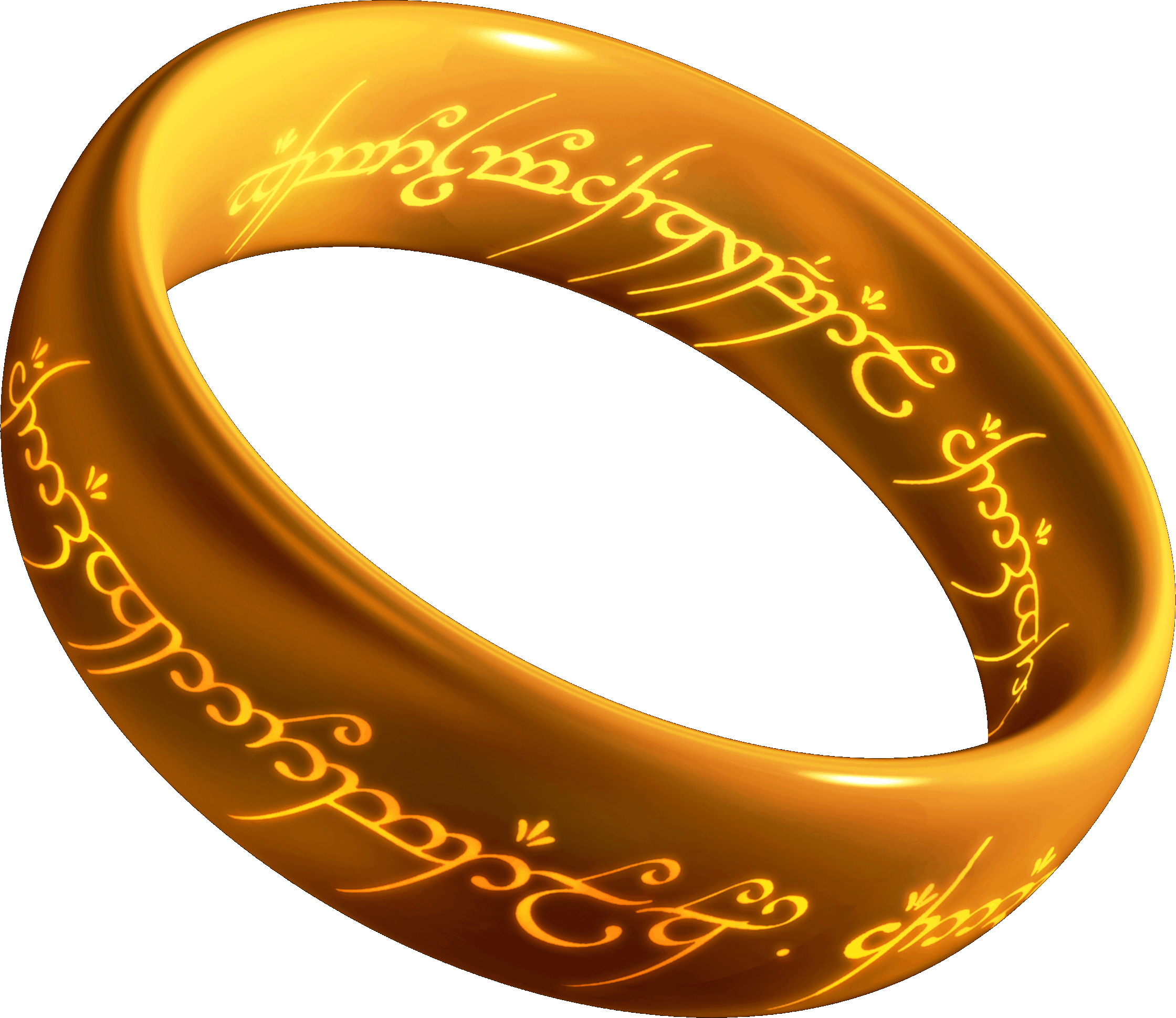
Jedyny Pierścień

Jedyny Pierścień (ang. The One Ring) – artefakt występujący w stworzonej przez J.R.R. Tolkiena mitologii Śródziemia, najpotężniejszy z Pierścieni Władzy.
Dysponował najistotniejszą częścią duchowej mocy swojego twórcy, Saurona, dzięki czemu dawał swojemu posiadaczowi potęgę i kontrolę nad powiernikami innych Pierścieni Władzy. Miał też pewien rodzaj własnej inteligencji: chcąc wrócić do swego twórcy, skupiał na sobie uwagę, potrafił wywierać wpływ na właściciela i zawładnąć istotami o woli słabszej niż wola Saurona. Wyjątkami były osoby nadzwyczaj mądre (Gandalf, Galadriela, Aragorn) lub proste (Samwise Gamgee, Tom Bombadil).

## Historia Pierścienia
Sauron, chcąc zawładnąć Śródziemiem, zwiódł elfów i dał im wiedzę pozwalającą wykuć Pierścienie Władzy. Kiedy mistrz kowalstwa tamtych czasów, Celebrimbor, pracował nad wykuwaniem swoich pierścieni, Sauron udał się do Mordoru, aby w ogniu Orodruiny wykuć własny Pierścień Władzy. Jedynie pierścienie elfów nie uległy wpływowi Jedynego, gdyż Celebrimbor ukrył je przed Sauronem. Po pewnym czasie, gdy doszło do walki Saurona z Ostatnim Przymierzem elfów i ludzi, w bitwie na stokach Góry Przeznaczenia pod ciosami Saurona zginął Najwyższy Król Ñoldorów, Gil-galad oraz król Arnoru i Gondoru, Elendil. Jednak syn Elendila, Isildur, pomścił swego ojca i zadał Sauronowi śmiertelny cios. Następnie, pękniętym ostrzem Narsila pozbawił Saurona palca wraz z Pierścieniem. Władca Ciemności został pokonany, lecz jego duch uleciał do Mrocznej Puszczy. Isildur zagarnął Pierścień dla siebie i dwa lata później, podczas powrotu do Arnoru, zginął w bitwie na polach Gladden z rąk orków, a Pierścień spoczął na dnie Anduiny.
Ponieważ Pierścień nie został zniszczony, Sauron mógł na nowo ukształtować swoją materialną postać. Zajęło mu to jednak wiele wieków.
Po latach Pierścień odnalazł hobbit z plemienia Stoorów, Déagol, lecz wkrótce został zabity przez swojego krewnego – Sméagola. Ten zagarnął Pierścień, a moc artefaktu nienaturalnie wydłużyła mu życie i zmieniła go tak, że został przezwany Gollumem.
Pod koniec Trzeciej Ery Pierścień dostał się w ręce Bilba Bagginsa, który przekazał go swojemu krewnemu, Frodowi. Frodo udał się do Mordoru wraz z Drużyną Pierścienia w celu zniszczenia go w ogniu Góry Przeznaczenia, co ostatecznie uwolniło Śródziemie od Saurona.

### Historia Pierścienia w datach
- ok. 1500 – ok. 1590 Drugiej Ery – wykuwanie Pierścieni Władzy
- ok. 1600 Drugiej Ery – wykucie Jedynego Pierścienia
- 3441 Drugiej Ery – Isildur zabiera Sauronowi Pierścień
- 2 Trzeciej Ery – Isildur ginie na Polach Gladden, Jedyny Pierścień osiada na dnie Anduiny
- 2463 Trzeciej Ery – Déagol znajduje Pierścień, zostaje zamordowany przez Sméagola
- 2470 – 2941 Trzeciej Ery – Sméagol-Gollum ukrywa się wraz z Pierścieniem w Górach Mglistych
- 2941 Trzeciej Ery – wyprawa Bilba Bagginsa z Kompanią Thorina, podczas której znajduje Pierścień
- 2942-3018 Trzeciej Ery – Pierścień w Shire
- 25 grudnia 3018 Trzeciej Ery – z Rivendell rozpoczyna się wyprawa Drużyny Pierścienia, mającej na celu zniszczenie Pierścienia, niesionego przez Frodo Bagginsa; trwa Wojna o Pierścień
- 25 marca 3019 Trzeciej Ery – Frodo i Samwise Gamgee docierają do Sammath Naur, gdzie atakuje ich Gollum. Odgryza Frodowi palec z Pierścieniem, lecz chwilę potem wpada, wraz z Pierścieniem, w ogień Góry Przeznaczenia

## Inskrypcja na Pierścieniu

Inskrypcja na Pierścieniu

Po rozgrzaniu klejnotu ukazywały się wyryte na nim słowa w Czarnej Mowie, zapisane tengwarem:
Ash nazg durbatulûk, ash nazg gimbatul,
ash nazg thrakatulûk agh burzum-ishi krimpatul.
Co znaczy:
One Ring to rule them all, One Ring to find them,
One Ring to bring them all and in the darkness bind them.
(wersja oryginalna)
Jeden, by wszystkimi rządzić, jeden, by wszystkie odnaleźć,
Jeden, by wszystkie zgromadzić i w ciemności związać.
(tłumaczenie: Maria Skibniewska)
Jeden, by nimi władać, Jeden, by je znaleźć,
Jeden, by je zgromadzić i wszystkie skrępować.
(tłumaczenie: Maria i Cezary Frąc)
Pierścień Jedyny, by władać wszystkimi, czarem je opętać,
Pierścień Jedyny, by wszystkie zgromadzić i w ciemnościach spętać.
(tłumaczenie: Marek Gumkowski)
Ten Jedyny, by rządzić wszystkimi, ten Jedyny, by wszystkie odnaleźć,
Ten Jedyny, by zebrać je wszystkie i w ciemności zespolić więzami.
(tłumaczenie: Jerzy Łoziński)
W quenyi inskrypcja głosi:
Minë Corma turië të ilyë, Minë Corma hirië të,
Minë Corma hostië të ilyë ar mordossë nutië të.

## Powiernik Pierścienia
Pojęcie powiernik Pierścienia pojawia się we Władcy Pierścieni jako określenie każdej istoty, która jest w posiadaniu Jedynego Pierścienia. W drugiej księdze Władcy Pierścieni, podczas narady u Elronda, Pierścień zostaje powierzony Frodowi.
Tytuł powiernika przysługiwał też dwóm innym hobbitom: Bilbowi Bagginsowi (który odnalazł Pierścień w powieści Hobbit, czyli tam i z powrotem) oraz Samwise’owi Gamgee, który przez krótki czas niósł Pierścień podczas podróży z Frodem przez Mordor.
Pierścień nosiły też inne istoty, których nie określa się w powieści tytułem powiernika. Należą do nich Sauron, Isildur, Gollum i Tom Bombadil, na którego Pierścień nie miał żadnego wpływu.
Pierścień trzymały też dwie inne istoty, które jednak nie założyły go na palec: Déagol, którego Pierścień kusił, i Gandalf, który trzymał go przez krótki czas w domu Froda.

## Symbolika
W związku z tym, że Tolkien był katolikiem, częsta jest interpretacja, że Pierścień jest chrześcijańskim symbolem grzechu lub szatana. Uznawany jest też za symbol pożądania i kuszącego zła. Niektórzy interpretowali go również jako symbolikę potężnej siły, która znalazła się w niepowołanych rękach, nieumiejących jej dobrze wykorzystać. Jako że Władca Pierścieni był pisany w latach 1939–1949 wielu widziało w Pierścieniu alegorię broni jądrowej, mimo że Tolkien zaprzeczał, jakoby jego powieść była alegoryczna w stosunku do wydarzeń politycznych, jednocześnie przyznał, że każdy może interpretować Władcę Pierścieni dowolnie. Czasami można się spotkać z interpretacją, że jest symbolem uzależnienia od narkotyków, bądź innych uzależnień. Andy Serkis, który w ekranizacji wcielił się w wyniszczonego przez Pierścień Golluma, przyznał, że odtwarzając postać, inspirował się narkomanami.